# Chapelle de l'Humanité
La chapelle de l’Humanité est un édifice religieux situé au 5, rue Payenne (3e arrondissement, Quartier du Marais) à Paris, en France, conçu d'après les plans du philosophe français Auguste Comte, qui avait imaginé la construction de temples positivistes dans le cadre de sa religion de l'Humanité. Il s'agit de l'unique temple positiviste subsistant en Europe. Inaugurée en 1905, elle est la propriété de l'Église positiviste du Brésil et est très rarement ouverte à la visite, parfois lors des journées du patrimoine.

## Historique

### L'immeuble: la Maison Mansart et l'appartement de Clotilde de Vaux

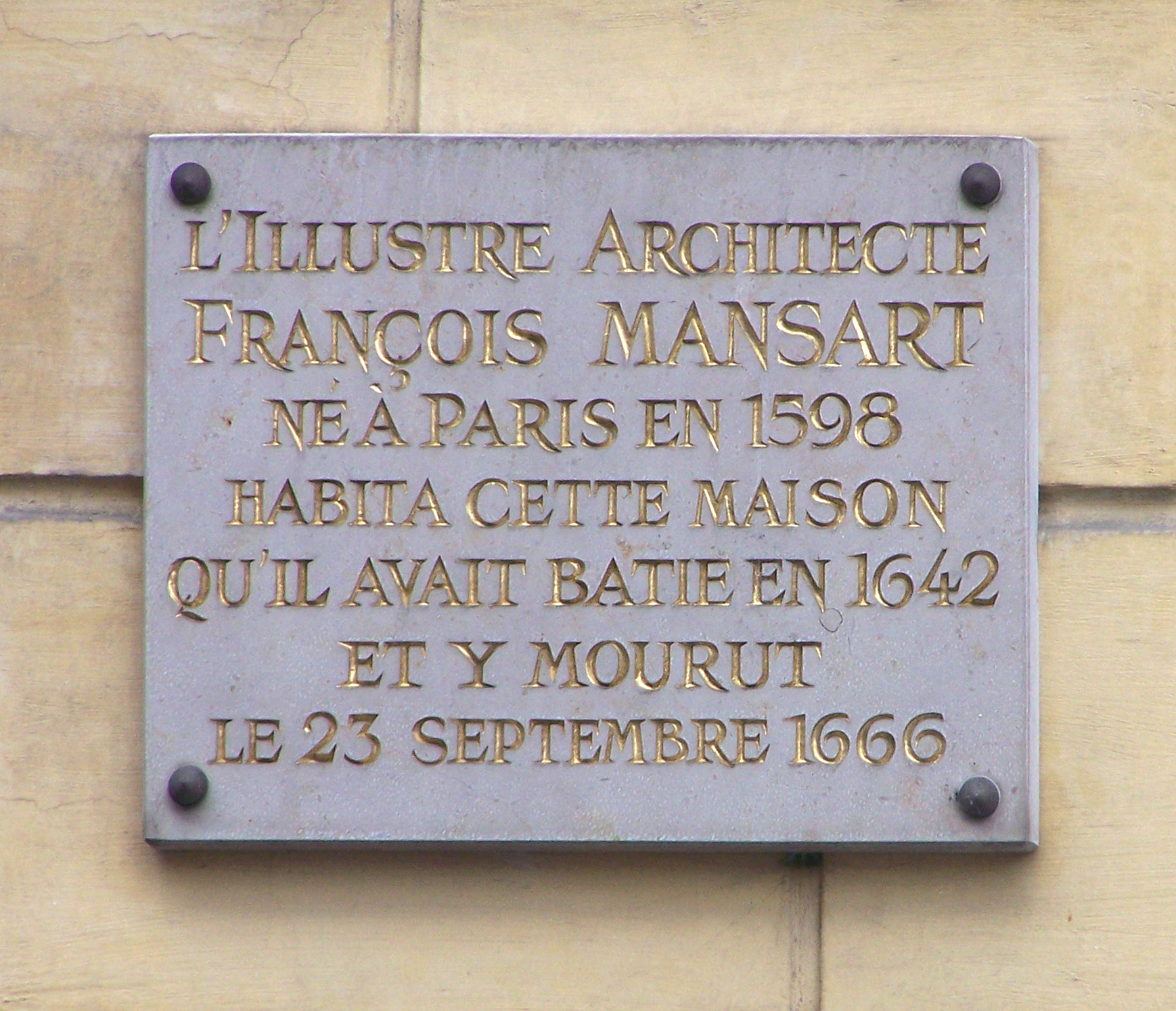
Plaque commémorative de François Mansart.

Le terrain est acheté en 1642 par l’architecte François Mansart, qui y construit sa maison. Il y habite jusqu’à sa mort, en 1666. En 1842, l’immeuble est surélevé par le bijoutier Antoine Bret.
Clotilde de Vaux, égérie d’Auguste Comte, le fondateur du positivisme, est supposée être morte en avril 1846 au troisième étage de cet immeuble. Mais une controverse, toujours d'actualité, nie encore à cet immeuble son lien avec cette prestigieuse habitante. Les lettres manuscrites de Comte à Clotilde de Vaux portaient non pas le numéro 5 mais le no 7 de la rue Payenne, ce que confirment un grand nombre de documents. Plusieurs hypothèses se sont confrontées, allant de la simple erreur d'interprétation à l'ignorance de travaux entrepris dans la rue qui auraient décalé les numéros des immeubles. L'hypothèse d'une erreur, actuellement la plus plausible, est confirmée par le positiviste anglo-américain Auguste-Paul Edger dans un article de la Revue de la quinzaine, en 1933.

### Acquisition de l'immeuble du 5, rue Payenne par l’Église positiviste du Brésil[6]
En 1897, lors d'un voyage à Paris, Raimundo Teixeira Mendes (pt), alors vice-directeur de l’Église positiviste du Brésil, découvre, au cours de ce qui s'avéra être un véritable « pèlerinage positiviste », l'immeuble du no 5 de la rue Payenne. Lors d'un nouveau séjour, en 1903, le processus d'acquisition débute. Teixeira Mendes se serait appuyé sur un seul document, le registre de la paroisse Saint-Denys-du-Saint-Sacrement, où avaient été célébrées les obsèques de Clotilde, qui indiquaient le no 5 comme domicile mortuaire de la jeune femme… Toujours est-il que c'est bien l'immeuble du no 5 qu'acheta, à l'aide d'une souscription publique, l'Église positiviste du Brésil. Avec l'appui financier de notables brésiliens et de positivistes britanniques, Teixeira Mendes se trouve ainsi, pour 83 000 francs, propriétaire de l'immeuble au nom de l'Église positiviste. Il s'agissait en fait de faire de la Maison de Clotilde « un lieu de pèlerinage et un résumé cultuel de la religion de l'Humanité ». Entre octobre 1903 et avril 1904, les locataires déménagèrent moyennant un dédommagement, laissant l'immeuble vide et à disposition des positivistes brésiliens.

### L'aménagement de la chapelle de l'Humanité[9]
À partir de 1904, divers travaux d'aménagement vont être effectués. La façade sur rue est modifiée entre février et mai 1905 par l’architecte Gustave Goy, un ami de Mendes. Il y ajoute un buste de Comte, commandé au bronzier Auguste Gouge ainsi que l'inscription RELIGION DE L’HUMANITÉ et la devise positiviste L« 'Amour pour principe et l'ordre pour base, le progrès pour but ». À l'origine, la moulure ogivale située entre les deux fenêtres du premier étage formait une niche qui abritait un tableau en émail peint, représentant l'Humanité sous les traits de Clotilde de Vaux dont l'aspect général « [...] a été emprunté à la Vierge Sixtine de Raphael, le peintre que notre Maître a considéré comme le plus grand des artistes plastiques ». Celle-ci tient dans ses bras un enfant symbolisant l'avenir de l'Humanité. Cet émail a été exécuté d'après le tableau original au peintre positiviste brésilien Eduardo de Sà par M. G. Loisel.
Teixeira Mendes eut également l'idée d'installer au premier étage « [...] une chapelle gothique, offrant une miniature du Temple de l'Humanité, d'après le plan laissé par notre Maître ». Gustave Goy se chargea également de prendre la direction des travaux d'aménagement de la Chapelle.

## Description

### Le "Chœur"

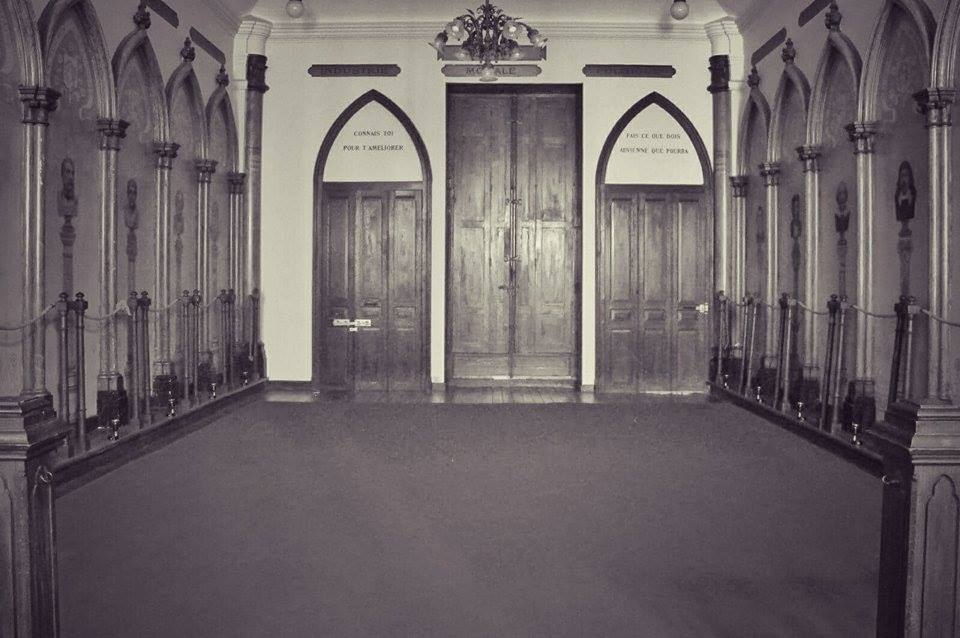
Intérieur de la Chapelle de l'Humanité de Paris (2015)

La plus grande partie de la pièce, qui se rapprocherait d'un chœur, était appelée par Comte « Espace » ou « Grand Milieu ». Le mur du fond offre une grande porte-fenêtre donnant sur l'escalier entre deux portes. Le « Régime » y est représenté comme reposant sous l'ascendant de la Morale qui domine, à la fois, l'Industrie et la Politique. Au-dessus de la porte de droite, on lit la maxime théocratique « Connais-toi pour t'améliorer », à gauche est inscrite la devise chevaleresque « Fais ce que dois, advienne que pourra ».

### Les murs

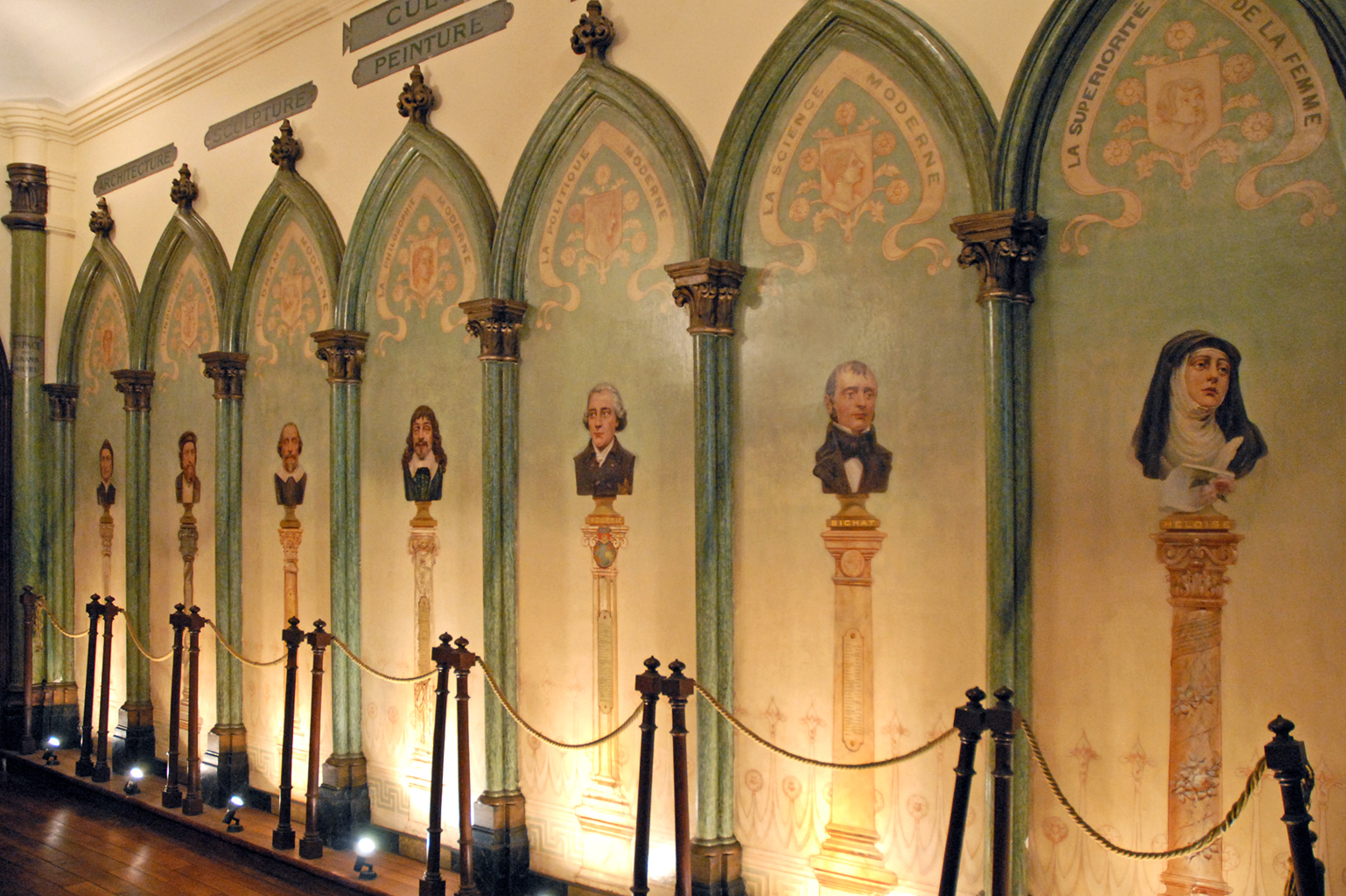
Calendrier positiviste sur le mur gauche de la chapelle de l'Humanité.

On voit sur les murs de la chapelle quatorze arcs brisés, toujours sur une inspiration gothique, avec les portraits peints à l'huile, sur toile, des treize grands hommes correspondant aux treize mois du calendrier positiviste établi par Auguste Comte. Un quatorzième arc est dédié au jour des femmes avec une représentation d'Héloïse. Cette dernière représente la « supériorité morale de la femme » chère à Comte.
Les bustes reposent sur des colonnes de styles différents, en rapport avec les aspects de la civilisation qu'ils représentent. Un écusson placé au-dessus de chaque buste rappelle l'influence féminine dans l'Histoire. Les peintures ont été réalisées par l'artiste brésilien Manuel Madruga (1872-1954) d'après Décio Villarès, le peintre qui a réalisé la décoration du temple de l'Humanité à Rio de Janeiro.

### La nef et l'autel

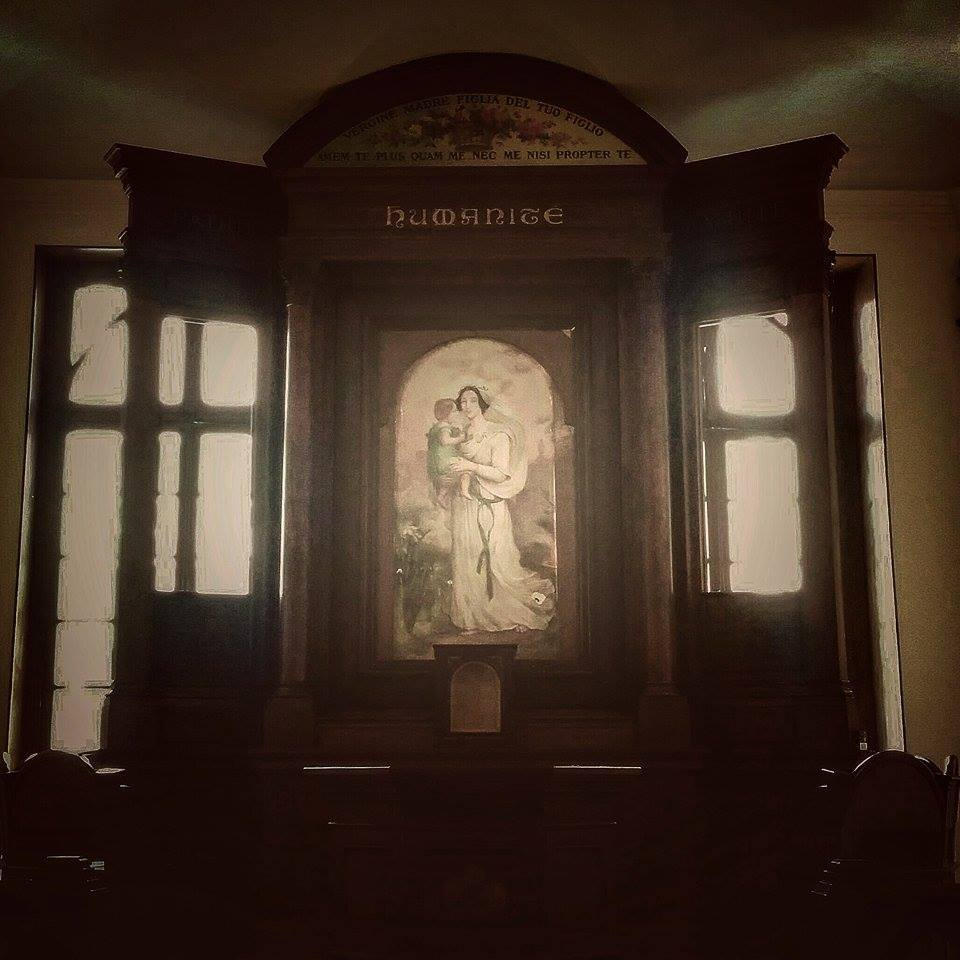
Autel de la chapelle de l'Humanité (2015)

L'autel est disposé, sur le modèle chrétien, au fond de la pièce afin que le "grand prêtre" de l'Humanité soit tourné vers son auditoire. Il se rapproche très fortement, dans sa conception, de l'autel de la chapelle jouxtant les fonts baptismaux de l'Église Saint-Paul Saint-Louis. Au-dessus de la corbeille de fleurs du fronton, on peut lire une invocation de Dante dans la Divine Comédie: « Vergine Madre, Figlia del tuo Figlio ! ». Sur le bas, figure le vœu de Thomas a Kempis dans L'Imitation de Jésus Christ: « Amem te plus quam me nec me nisi propter te ».
Le panneau central contient, nous l'avons vu, le tableau de l'Humanité personnifié par Clotilde de Vaux. Dernière particularité de cet autel, un tabernacle qui se trouve à la base du triptyque. À l’origine figurait, conformément au testament de Comte, un coussin en cachemire blanc portant une citation du philosophe en caractères verts: « On ne peut pas toujours penser mais on peut toujours aimer ». Ce coussin supportait un exemplaire du Testament d'Auguste Comte, une corbeille de fleurs artificielles, la Divine Comédie de Dante, L'imitation de Jesus Christ et un exemplaire du Catéchisme positiviste de Comte.
Le chœur est séparé de la nef par un degré surmonté d'une balustrade gothique. Près des deux fenêtres, sur les murs à hauteur de l'autel, on trouve deux plans de Paris: l'un date de la mort de Clotilde de Vaux (1846), l'autre de la mort de Comte (1857). La présence de ces deux plans rappelle à quel point il était important pour Teixeira Mendes d'avoir installé ce premier lieu de culte français dédié à la religion de l'Humanité au cœur même de la capitale, non seulement parce qu'il s'agissait d'un endroit intimement lié à Clotilde et donc au fondateur du positivisme mais en ce qu'elle constitue une preuve de plus de l'attachement des positivistes à la symbolique parisienne inhérente à leur doctrine. Paris devait devenir d'après Comte la métropole centrale du positivisme, véritable « ville sainte » de la future République occidentale.

## Inauguration et utilisation de la chapelle
La chapelle de l'Humanité est inaugurée le 2 juin 1905. Cette cérémonie se voulait, avant tout, religieuse puisque débutant par une « invocation » au nom de l'Humanité et se poursuivant par une « commémoration » au cours de laquelle est rappelée l'origine de la religion d'Auguste Comte.
Toutefois, dès 1906, la volonté d'ouvrir la chapelle à un maximum de visiteurs et de curieux constitue un objectif avoué : « Ce modeste sanctuaire est destiné [...] à placer, dans cette très sainte métropole, le positivisme à portée de tous, spécialement des âmes prolétaires, surtout féminines ». Cette volonté passe par une ouverture quotidienne du lieu, ce qui semble être le cas, au moins durant la première année de son existence puisque Mendes souligne régulièrement les difficultés financières que cela engendre. Une gardienne se charge d'accueillir les visiteurs. À la fois lieu de pèlerinage et de propagande, la chapelle devait également servir de lieu de rassemblement et d'union des « véritables » positivistes (sous entendu, religieux), au moment où les scissions déchirent la Société positiviste de Paris et où le mouvement se trouve miné par d'intenses luttes intestines.
Le culte positiviste ne fut, semble-t-il, pratiqué à la chapelle que durant quelques années et de manière épisodique. Une des raisons pour expliquer cela réside dans le peu d'engouement des « masses » françaises pour les aspects religieux de la doctrine de Comte. Une autre explication tient dans le déclin progressif de l'Église positiviste du Brésil qui, faute de moyens matériels autant qu'humains n'a pu continuer d'assurer le « sacerdoce » positiviste.
L'ouverture régulière demeurait cependant de mise d'autant qu'au troisième étage de l'immeuble, les positivistes brésiliens avaient également aménagé une réplique de l'appartement dans lequel Clotilde de Vaux était censée avoir habité. L'appartement était ouvert à la visite dès l'inauguration de 1905. Il est resté visitable avec certitude au moins jusque dans les années 1970.
En ce qui concerne la chapelle proprement dite, les documents nous manquent pour certifier qu'elle a bien été ouverte au culte durant un temps significatif. Des témoignages oraux se recoupent et nous permettent d'affirmer que, si la destination religieuse de la chapelle s'est largement estompée avec le temps, des offices ont du s'effectuer au-delà des premières années de son ouverture.
On sait que la chapelle continua (et continue toujours) d'être propriété de l'Église brésilienne et ouverte à la visite. Un panneau à l'entrée du bâtiment indique des horaires d'ouverture quotidiens (Entre 15h et 18h sauf en août, voir illustration au-dessus).
On ouvrit également un « centre culturel franco-brésilien » et le lieu continua pendant longtemps à être visible pour le public. Des travaux ont été réalisés à la chapelle (électricité, peinture, sol) avec l'aide de Paulo Carneiro, président de l'association « La Maison d'Auguste Comte » à la fin des années 1970. L’édifice est inscrit au titre des monuments historiques en 1982, assurant ainsi sa protection à très long terme.

## La chapelle aujourd'hui
Depuis les années 2000, la chapelle, faute de moyens humains et matériels suffisants sur place, n'ouvre plus régulièrement au public. D'autres aménagements ont eu lieu en 2009-2010 dans les pièces attenantes à la chapelle au premier étage. Désormais, des conférences (Pierre Musso, Bruno Karsenti...), colloques, journées d'études (Journée mouvements ouvriers et positivisme en mars 2018) et visites occasionnelles sont organisées dans la chapelle. Elle est également visible lors des Journées européennes du patrimoine depuis 2014.